# Liste der Baudenkmäler in Marktschorgast
Auf dieser Seite sind die Baudenkmäler in dem oberfränkischen Markt Marktschorgast zusammengestellt. Diese Tabelle ist eine Teilliste der Liste der Baudenkmäler in Bayern. Grundlage ist die Bayerische Denkmalliste, die auf Basis des Bayerischen Denkmalschutzgesetzes vom 1. Oktober 1973 erstmals erstellt wurde und seither durch das Bayerische Landesamt für Denkmalpflege geführt wird. Die folgenden Angaben ersetzen nicht die rechtsverbindliche Auskunft der Denkmalschutzbehörde.
 Diese Liste gibt den Fortschreibungsstand vom 14. März 2018 wieder und enthält 31 Baudenkmäler.

## Ensemble Marktplatz

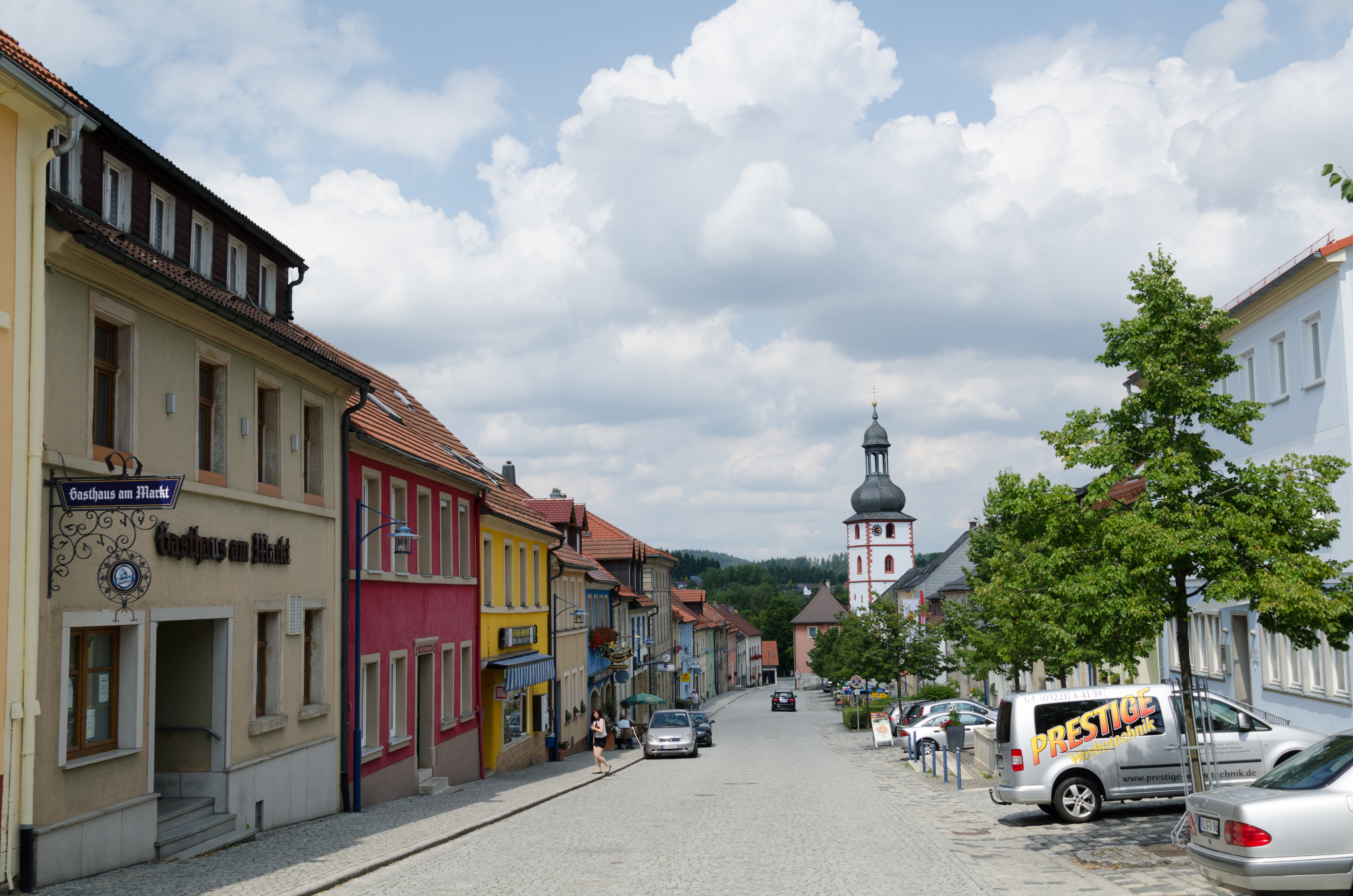
Marktplatz in Marktschorgast von Süden

Das Ensemble bildet den Kern der bereits 1109 mit Marktrecht genannten slawischen Rodungssiedlung, die im ersten Viertel des 14. Jahrhunderts als bischöflicher befestigter Markt Amtsmittelpunkt des siedlungsarmen Umlandes wurde. Die Anfang des 15. Jahrhunderts ausgebaute Marktbefestigung ist nach den Bränden von 1824, 1838 und 1840 überbaut worden, so dass heute die Bebauung der ersten Hälfte des 19. Jahrhunderts vorherrscht und einen Platzraum im Sinne des Biedermeiers bildet. Die meist zweigeschossigen, traufseitig gestellten Putzbauten mit Sandsteingliederungen und segmentbogigen Tordurchfahrten integrieren die im Kern dem 11. Jahrhundert entstammende Pfarrkirche und das stattliche Pfarrhaus aus der Zeit um 1750 in das langgestreckte Platzgefüge. Aktennummer: E-4-77-139-1.

## Baudenkmäler nach Gemeindeteilen

### Marktschorgast
| Lage                                                                           | Objekt                                                          | Beschreibung | Akten-Nr.               | Bild                                                            |
| ------------------------------------------------------------------------------ | --------------------------------------------------------------- | --- | ----------------------- | --------------------------------------------------------------- |
| Bahnhofstraße 6 (Standort)                                                     | Scheunenwand mit Holzkreuz                                      | 19. Jahrhundert. | D-4-77-139-1            | Scheunenwand mit Holzkreuz                                      |
| Bahnhofstraße 11 (Standort)                                                    | Säulenbildstock                                                 | Sandstein, bezeichnet mit „1701“. | D-4-77-139-23           | Säulenbildstock                                                 |
| Bahnhofstraße 25 (Standort)                                                    | Ehemaliges Wasserhaus der Bahn                                  | Zweigeschossiger Sandsteinquaderbau mit Satteldach, um 1850. | D-4-77-139-28           | BW                                                              |
| Bahnhofstraße 29 (Standort)                                                    | Bahnhof, Stationsgebäude                                        | Dreigeschossiger Sandsteinquaderbau mit Walmdach und eingeschossigen Seitenflügeln, 1853/54 wohl von Friedrich Bürklein.                                                             | D-4-77-139-29           | BW                                                              |
| Nähe Bahnhofstraße (Standort)                                                  | Bahnhof, Güterhalle                                             | Sandsteinquaderbau mit Satteldach, um 1850. | D-4-77-139-29 zugehörig | Bahnhof, Güterhalle                                             |
| Bahnstrecke Bamberg–Hof, bei km 82,789 (Standort)                              | Wasserdurchlass                                                 | Etwa 1,30 Meter hoher, 1,15 Meter breiter und 12,40 Meter langer Gewölbebogen aus Sandstein der Strecke 5100, ehemalige Ludwig-Nord-Süd-Bahn, von 1891.                              | D-4-77-139-50           | BW                                                              |
| Bernecker Straße 6 (Standort)                                                  | Evangelisch-lutherische Pfarrkirche der heiligen Dreifaltigkeit | 1928–29; mit Ausstattung; mit Friedhof. | D-4-77-139-2            | Evangelisch-lutherische Pfarrkirche der heiligen Dreifaltigkeit |
| Kapellenberg 2 (Standort)                                                      | Tür                                                             | Sandstein, bezeichnet mit „1827“. | D-4-77-139-3            | BW                                                              |
| Marktplatz (Standort)                                                          | Brunnen                                                         | Becken und Pfeiler vierseitig, Statue des heiligen Florian, bezeichnet mit „1685“.                                                                                                   | D-4-77-139-21           | Brunnen                                                         |
| Marktplatz (Standort)                                                          | Figurennische                                                   | Um 1800. | D-4-77-139-11           | BW                                                              |
| Marktplatz (Standort)                                                          | Wirtshausschild                                                 | Bezeichnet mit „1801“. | D-4-77-139-12           | Wirtshausschild                                                 |
| Marktplatz 1, Nähe Marktplatz (Standort)                                       | Kirchhof                                                        | Ummauert, an Nord- und Westseite ausgebesserter Mauerzug der spätmittelalterlichen Kirchwehr noch aufrecht, runder Wehrturm mit geschweifter Haube des 18. Jahrhunderts.             | D-4-77-139-8            | Kirchhof                                                        |
| Marktplatz 1 (Standort)                                                        | Katholisches Pfarrhaus                                          | Stattlicher zweigeschossiger Sandsteinquaderbau, Mansardwalmdach, Freitreppe, bald nach 1750 nach Riss von Johann Jakob Michael Küchel neu errichtet, Portal bezeichnet mit „1800“.  | D-4-77-139-5            | Katholisches Pfarrhaus                                          |
| Marktplatz 1 (Standort)                                                        | Rückseitiges gestrecktes zweigeschossiges Nebengebäude          | Mit ehemaligem Theatersaal. | D-4-77-139-5 zugehörig  | Rückseitiges gestrecktes zweigeschossiges Nebengebäude          |
| Vor Marktplatz 2 (Standort)                                                    | Holzkreuz                                                       | Wohl Ende 19. Jahrhundert. | D-4-77-139-6            | Holzkreuz                                                       |
| Marktplatz 5 (Standort)                                                        | Ehemaliges Altes Schulhaus                                      | Zweigeschossiger Walmdachbau über hohem Kellergeschoss, wohl 18. Jahrhundert, mit älterem Kern.                                                                                      | D-4-77-139-9            | Ehemaliges Altes Schulhaus                                      |
| Marktplatz 7 (Standort)                                                        | Wohnhaus                                                        | Türrahmung bezeichnet mit „1842“, darüber Spruchtafel, bezeichnet mit „1691“. | D-4-77-139-10           | Wohnhaus                                                        |
| Marktplatz 17 (Standort)                                                       | Rathaus                                                         | Stattlicher zweigeschossiger Walmdachbau mit Hausteinfassade und Tordurchfahrt, bald nach 1840; innen alte Rathausbauinschrift, bezeichnet mit „1712“.                               | D-4-77-139-13           | Rathaus                                                         |
| Marktplatz 17 (Standort)                                                       | Zweigeschossiges, gestrecktes Nebengebäude mit Stallung         | Im weiten Hof, Fachwerk, Satteldach, wohl 18./19. Jahrhundert. | D-4-77-139-13 zugehörig | BW                                                              |
| Marktplatz 18, Marktplatz 20 (Standort)                                        | Wohnhaus                                                        | Breitgelagerter zweigeschossiger Hausteinbau unter Satteldach, mit klassizistischen Bauformen, Tordurchfahrt bezeichnet mit „1838“.                                                  | D-4-77-139-14           | Wohnhaus                                                        |
| Marktplatz 19 (Standort)                                                       | Geburtshaus Max Hohner                                          | Zweigeschossiger Satteldachbau, 18. Jahrhundert. | D-4-77-139-15           | Geburtshaus Max Hohner                                          |
| Marktplatz 22 (Standort)                                                       | Wohnhaus                                                        | Zweigeschossiger Satteldachbau, bezeichnet mit „1838“. | D-4-77-139-16           | Wohnhaus                                                        |
| Marktplatz 26 (Standort)                                                       | Wohnhaus                                                        | Zweigeschossiger Putzbau unter Walmdach, mit Hausteingliederung und aufwendigem Portal, Bäckerhauszeichen bezeichnet mit „1841“.                                                     | D-4-77-139-17           | Wohnhaus                                                        |
| Marktplatz 30 (Standort)                                                       | Wohnhaus                                                        | Stattliches Eckhaus mit zwei Vollgeschossen, Mezzanin und Walmdach, klassizisierende Sandsteinfassade, um 1840.                                                                      | D-4-77-139-18           | Wohnhaus                                                        |
| Marktplatz 33 (Standort)                                                       | Altes Rathaus                                                   | Zweigeschossiger Walmdachbau mit Glockentürmchen, Mitte 19. Jahrhundert. | D-4-77-139-19           | Altes Rathaus                                                   |
| Marktplatz 42 (Standort)                                                       | Türrahmung                                                      | Sandstein, bezeichnet mit „1841“. | D-4-77-139-20           | BW                                                              |
| Nähe Marktplatz (Standort)                                                     | Katholische Pfarrkirche St. Jakobus der Ältere                  | Zweischiffiges Langhaus mit querrechteckigem Chor und vierseitigem Nordwestturm, um 1500 und 1516 neu erbaut, im Kern vor 1109 und spätmittelalterliche Wehrkirche; mit Ausstattung. | D-4-77-139-7            | weitere Bilder                                                  |
| Oberanger 2 (Standort)                                                         | Wohnstallhaus                                                   | Zweigeschossiges Eckhaus, Satteldach, bezeichnet mit „1827“. | D-4-77-139-22           | BW                                                              |
| Pöllitzer Berg (Standort)                                                      | Katholische Kreuzkapelle                                        | Kleine Saalkirche mit gewölbtem Chor und südlichem Turm, wohl um 1700 über spätgotischer Anlage; mit Ausstattung.                                                                    | D-4-77-139-4            | BW                                                              |
| Ziegenburger Straße 47 (Standort)                                              | Katholische Filialkapelle                                       | Eingeschossiger Satteldachbau, bezeichnet „1799“; mit Ausstattung. | D-4-77-139-25           | BW                                                              |
| Nähe Ziegenburger Straße, an Weggabelung der Straße nach Ziegenburg (Standort) | Säulenbildstock                                                 | Wohl erste Hälfte 17. Jahrhundert. | D-4-77-139-24           | BW                                                              |

### Grundmühle
| Lage                 | Objekt                                | Beschreibung                                                               | Akten-Nr.     | Bild |
| -------------------- | ------------------------------------- | -------------------------------------------------------------------------- | ------------- | ---- |
| Herrnberg (Standort) | Trinkwasserhauptsammler Perlenbachtal | Würfelförmiger Quaderbau mit Attika, historistisch, bezeichnet mit „1900“. | D-4-77-139-31 | BW   |

### Ziegenburg
| Lage                     | Objekt                   | Beschreibung                      | Akten-Nr.     | Bild |
| ------------------------ | ------------------------ | --------------------------------- | ------------- | ---- |
| Ziegenburg 17 (Standort) | Türrahmung mit Keilstein | Sandstein, bezeichnet mit „1827“. | D-4-77-139-27 | BW   |